# Kommunalvalet i Stockholm 2014
Kommunalvalet i Stockholms 2014 hölls den 14 september 2014, samtidigt som riksdags- och landstingsvalet, för att välja 101 ledamöter till Stockholms kommunfullmäktige.

## Resultat
Spärren till Stockholms kommunfullmäktige var 3% av rösterna.    
| Parti                | Parti                    | Röster  | Röster   | Röster | Mandatfördelning | Mandatfördelning |
| Parti                | Parti                    | Antal   | %        | +− %   | Antal            | +−               |
| -------------------- | ------------------------ | ------- | -------- | ------ | ---------------- | ---------------- |
|                      | Moderata samlingspartiet | 158 450 | 27,16 %  | ▼7,22  | 28               | ▼10              |
|                      | Socialdemokraterna       | 128 086 | 21,96 %  | ▼0,64  | 24               | ▼1               |
|                      | Miljöpartiet de Gröna    | 83 561  | 14,32 %  | ▲0,45  | 16               | ▬ 0              |
|                      | Vänsterpartiet           | 52 146  | 8,94 %   | ▲1,50  | 10               | ▲2               |
|                      | Liberalerna              | 48 302  | 8,28 %   | ▼1,74  | 9                | ▼1               |
|                      | Sverigedemokraterna      | 30 078  | 5,16 %   | ▲2,53  | 6                | ▲6               |
|                      | Centerpartiet            | 27 369  | 4,69 %   | ▲0,72  | 3                | ▬ 0              |
|                      | Feministiskt Initiativ   | 27 079  | 4,64 %   | ▲3,48  | 3                | ▲3               |
|                      | Kristdemokraterna        | 19 125  | 3,28 %   | ▼0,21  | 2                | ▲1               |
|                      | Övriga partier           | 9 137   | 1,57 %   | ▲1,12  | —                | —                |
| Antal giltiga röster | Antal giltiga röster     | 583 333 | 100,00 % | —      | 101              | —                |
| Valdeltagande        | Valdeltagande            | 587 690 | 82,13 %  | ▲0,55  |                  |                  |